# Bunium wolffii
Bunium wolffii là một loài thực vật có hoa trong họ Hoa tán. Loài này được Klyuikov mô tả khoa học đầu tiên năm 1985.